# Des traces de pas
Des traces de pas est une œuvre autobiographique de Georges Simenon publiée pour la première fois aux Presses de la Cité en octobre 1975.
L'œuvre est dictée par Simenon à Lausanne (Vaud), 155 avenue de Cour, du 17 septembre 1973 au 6 février 1974, puis 12 avenue des Figuiers, du 6 février au 30 mars 1974 (du 19 février au 17 mars les textes ont été dictés à la Hirslanden Clinique Cecil de Lausanne) ; révision au printemps 1974.
Elle appartient à ses Dictées.